# Anton Perenič
Prof. dr. Anton Perenič (* 14. května 1941, Prem) je slovinský právník, v letech 1990–1992 byl soudcem Ústavního soudu Republiky Slovinsko.

## Životopis
Narodil se v Premu. V letech 1960 až 1964 studoval na Právnické fakultě Univerzity v Lublani, kde v roce 1964 získal titul magistra. V letech 1962 až 1965 se na tamější Filozofické fakultě věnoval studiu francouzštiny, angličtiny a italštiny. V období let 1968 až 1977 byl asistentem na Právnické fakultě Univerzity v Lublani. V letech 1971 až 1973 byl na studijních pobytech v Paříži, Turíně a Římě. V roce 1975 získal doktorát na Univerzitě v Bělehradě. Od roku 1977 vyučoval teorii práva a právní filozofii na lublaňské právnické fakultě, jejímž proděkanem byl v letech 1988 až 1989. V roce 1987 obdržel profesoru. V říjnu 1990 se stal soudcem slovinského Ústavního soudu. Z funkce však v září 1992 odstoupil. V roce 1998 byl jedním ze slovinských kandidátů na soudce Evropského soudu pro lidská práva. Slovinským zástupcem se však stal Boštjan Zupančič. V současnosti je Perenič členem redakčních rad odborných časopisů a vyučujícím ústavního práva.